# إيرا بي. بيرنستاين
إيرا بي. بيرنستاين (بالإنجليزية: Ira B. Bernstein)‏ هو فيزيائي أمريكي، ولد في 8 نوفمبر 1924 في نيويورك في الولايات المتحدة.